# Volvo V60
Volvo V60 er en kompakt stationcar fra Volvo, som blev introduceret i oktober 2010 på Paris Motor Show og produceres på Volvo's fabrik i Torslanda i Sverige.
Den er baseret på Volvo S60's platform, og fås med 4-, 5- og 6-cylindrede benzinmotorer og 5-cylindrede dieselmotor.